# سد الثرثار
سد الثرثار هي تقع على نهر الفرات جنوب مدينة الفلوجة ويمتد بطول 5 كيلومترات وهذا السد له أهمية في مدينة الفلوجة, وأهمية إنشاء السد تكمن في توفير المياه وري أراضي مناطق عديدة كاليوسفية وجرف الصخر وكربلاء وبابل والمحمودية وأبو غريب والجنوب وكذلك في تنظيم التصريف بين سد الرمادي وسد الهندية جنوباً وقد أُنجز السد على نحو كامل عام 1985.

## مكوناتها
يتكون هذا السد من عشر فتحات لها بوابات هلالية أبعاد كل منها 16 متراً عرضا 8.5 متر ارتفاعا. حجم هذه المياه التي تمر عبر هذا السد تبلغ حاول 3600 متر مكعب في الثانية, ومن أهم منشآت سد الثرثار السد الرئيسي وممر الأسماك ومنظم القناة الموحدة وحوض الترسيب.